# Pd5
Pd5 – polskie oznaczenie na PKP parowozu pospiesznego serii S6 kolei pruskich, produkowanego w Prusach w latach 1906–1913. Ostatnia seria maszyn pruskich o układzie osi 2'B (2-2-0). Wykorzystywał silnik na parę przegrzaną.

## Historia
Konstruktorem parowozu pospiesznego serii S6 był inż. Robert Garbe z berlińskiej dyrekcji kolei pruskich, promujący z dużym osobistym zaangażowaniem ideę parowozu z silnikiem bliźniaczym i przegrzewaczem pary. Pierwsza seria takich parowozów S4 stanowiła adaptację starszej konstrukcji i wymagała zastąpienia nowo skonstruowanym, mocniejszym i szybszym parowozem, zwłaszcza że konkurowały z nią czterocylindrowe parowozy z silnikiem sprzężonym obu odmian serii S7 (von Borriesa i de Glehna).
Prace projektowe rozpoczęto wiosną 1905 r. Nowa lokomotywa zachowała ten sam układ osi 2'B, co parowozy pospieszne serii od S2 do S5, w tym jej bezpośredni poprzednik S4, lecz Garbe zwiększył wymiary lokomotywy, w tym średnicę kół napędowych z 1,98 do 2,1 m (chciał zwiększyć je nawet do 2,2 m, lecz projekt ten nie został zaaprobowany). Taki układ osi był już nieco przestarzały, ale dwie osie wiązane były jeszcze używane w maszynach pospiesznych przez jakiś czas, a z kolei zastosowanie przegrzewacza pozwoliło zwiększyć moc bez potrzeby nadmiernego powiększania kotła i paleniska, wymuszającego konieczność dodawania osi tocznych z tyłu. Konsekwencją tego był jednak duży jak na owe czasy nacisk ostatniej osi napędowej 17,33 t, dopuszczalny tylko na głównych liniach kolejowych.
Budowę pierwszych lokomotyw zlecono stosunkowo młodej firmie Linke-Hofmann Werke z Wrocławia. Pierwsze parowozy zbudowano w 1906 roku. Miały one pewne wady, jak nadmierne wibracje przy dużych prędkościach na skutek niestarannego wyważenia mas. Stopniowo większość wad została wyeliminowana, przez zwiększenie skoku tłoka z 600 do 630 mm i silniejsze sprzęgnięcie parowozu z tendrem. Wczesne lokomotywy dla polepszenia aerodynamiki miały spiczasty przód budki maszynisty, lecz rozwiązanie to nie dawało realnych korzyści przy prędkościach do 120 km/h, natomiast było niewygodne dla obsługi, więc od 1908 lokomotywy były produkowane ze zwykłą budką, która była także zamieniana podczas napraw głównych.
Ogółem w latach 1906–1913 zbudowano 584 lokomotyw S 6, z czego 330 przez Linke-Hofmann, 173 przez Henschel i 81 przez Humboldt. Były one produkowane jako znormalizowany wzór dla kolei pruskich (Musterblatt) XIV-2a.

## Służba

### Niemcy
Lokomotywy serii S6 eksploatowane były w prawie wszystkich dyrekcjach kolei pruskich, z wyjątkiem dyrekcji Berlin, Königsberg i Saarbrücken. Najwięcej ich było w dyrekcjach Altona i Halle (odpowiednio 70 i 68, w innych – poniżej 50).
Po przejęciu przez koleje niemieckie (DRG) planowano przenumerowanie 442 lokomotyw, lecz ostatecznie we wrześniu 1925 przenumerowano je według nowego systemu 286. Oznaczone zostały jako seria 1310-12 (numery 13 1001 – 13 1286). W Niemczech wycofywano je już w latach 20. ze względu na anachroniczny układ osi, powodujący niespokojny bieg i małą siłę pociągową. Ostatnia maszyna 13 1247 została wycofana w 1931 i przebudowana na eksponat szkoleniowy, używany w warsztatach kolejowych w Brunszwiku, z wykrojami w kotle, tendrze i silniku (zachowana obecnie w Polsce).

### Polska
Polskie Koleje Państwowe po I wojnie światowej otrzymały 81 parowozów S6, które przetrwały do 1939 roku. Otrzymały one oznaczenia Pd5-1 do Pd5-79 oraz dwie lokomotywy Wolnego Miasta Gdańska: Pd5-1Dz i Pd5-2Dz. W 1939 roku 35 lokomotyw było w dyrekcji poznańskiej, 22 w toruńskiej, 19 w wileńskiej i 5 w warszawskiej. Po kampanii wrześniowej 56 zdobytych lokomotyw ponownie trafiło na stan kolei niemieckich, otrzymując nową numerację: 13 501 do 556 (seria 135). Po wojnie eksploatowano ich już tylko 37, ostatnia Pd5-9 z MD (lokomotywowni) Wągrowiec została wycofana z eksploatacji dopiero 8 kwietnia 1958 roku.
Dzisiaj jedynym zachowanym parowozem S6 na świecie jest przebudowana na eksponat edukacyjny (wykroje w cylindrach i kotle) i porzucona w Polsce przez Niemców maszyna (S6 Altona 656 – DRG 13 1247, Linke-Hofmann 934/1912), która do 23 kwietnia 2010 znajdywała się na terenie Technikum Kolejowego w Warszawie. Niezdatna do pracy trakcyjnej, nigdy nie została wciągnięta na stan PKP, a jej numer Pd5-17 jest fikcyjny. Parowóz od 23 kwietnia 2010 jest eksponatem muzealnym Polskiego Stowarzyszenia Miłośników Kolei i stacjonuje w Parowozowni Skierniewice.

### Inne kraje
Po I wojnie światowej Belgia otrzymała 42 lokomotywy S6, które otrzymały numery od 6600 do 6634, 6638, 6641, 6645, 6654, 6671 i 6676. Po II wojnie światowej nadal było 39 lokomotyw.
Dwie lokomotywy trafiły do Włoch i były używane na kolejach włoskich (FS) jako 553.001 i 553.002.

## Dalsza literatura
- Paweł Terczyński: Parowozy serii Pd2 i Pd5, „Świat Kolei” nr 12/2001